# Гравітаційно-хвильовий фон
Гравітаційно-хвильовий фон (англ. gravitational wave background) — стохастичний фон гравітаційних хвиль, що пронизують Всесвіт. Гравітаційно-хвильовий фон може походити як від стохастичних процесів у ранньому Всесвіті, так і від некогерентної суперпозиції великої кількості слабких незалежних джерел гравітаційних хвиль, наприклад, від подвійних надмасивних чорних дір. Вивчення гравітаційно-хвильовиго фону може надати інформацію, недоступну іншим методам дослідження, наприклад, про подвійні надмасивні чорні діри, космологічну інфляцію та гіпотетичні космічні струни. Перша реєстрація гравітаційно-хвильового фону була здійснена 2023 року за допомогою масиву таймінгу пульсарів.

## Спостереження

Графік кореляції між пульсарами, спостережуваними за допомогою NANOGrav (2023), в залежності від кутової відстані між пульсарами на небі. Штрихова фіолетова лінія показує теоретичну модель Геллінгса–Даунза, а зелена пряма - модель без гравітаційно-хвильового фону